# Deklarace nezávislosti Bulharska
Nezávislost Bulharska byla prohlášena manifestem z 22. září (5. října podle gregoriánského kalendáře) 1908 v kostele Čtyřiceti svatých mučedníků v Tarnovu. Nezávislé Bulharské carství bylo uznáno velmocemi na jaře v roce 1909. Od osvobození do nezávislosti bylo Bulharsko poplatné knížectví. Prvním carem knížectví se stal kníže Ferdinand I. a pro tuto událost byla vyhotovena památeční medaile. Následující den Rakousko-Uhersko zabralo Bosnu a Hercegovinu. Pro hrozbu války s Osmanskou říší Bulharsko připravovalo vojenskou mobilizaci a současně vyhlašovalo připravenost pro mírové jednání. Vzhledem k tomu, že Berlínská smlouva byla oboustranně porušena (Sofií i Vídní) a velmoci nebyly připraveny na rozsáhlou válku, tak usilovaly o diplomatické uznání bulharské nezávislosti. S pomocí Ruska byla vyjednána dohoda pro řešení vzniklých těžkých finančních problémů Bulharska. Podepsány byly tyto dohody:
- Rusko-turecký protokol (1909)
- Bulharsko-turecký protokol (1909)
- Rusko-bulharský protokol (1909)

Mimo to:
- Rusko odpustilo Turecku reparace ještě z rusko-turecké války.
- Turecko se vzdalo všech finančních nároků k Bulharsku.
- Bulharsko se zavázalo, že vyplatí Rusku v období od roku 1875 82 milionů franků.

Turecko a poté i velmoci uznaly v dubnu 1909 nezávislost Bulharska. S prohlášením nezávislosti Bulharska se zvedla mezinárodní prestiž státu a stát se také stal rovnoprávný s dalšími evropskými státy. Bulharsko se stalo carstvím a také plnoprávným účastníkem v mezinárodních stycích. Vzhledem k tomu, že Rusko si nárokovalo titul „Třetí Řím“, tak žádný jiný pravoslavný stát nesměl zavést tentýž titul. Během roku 1910, v přípravách na balkánské války, Ferdinand I. byl v Petrohradu a tam těžko trpěl imperátorskou uvítací ceremonii. Nakonec byly vyhotoveny podmínky pro osvobození posledních bulharských území (v Thrákii a Makedonii), které ještě byly v moci Osmanské říše.